# Vermont Voltage
El Vermont Voltage es un equipo de fútbol de los Estados Unidos que actualmente no está en ninguna liga de su país.

## Historia
Fue fundado en el año 1997 en la ciudad de St. Albans, Vermont con el nombre Vermont Wanderers hasta que en 1999 lo cambiaron por su nombre actual. También contaban con una sección de fútbol femenil, pero ésta desapareció en el 2009, mismo año en el que el club estuvo inactuvo por renovaciones en su estadio actual, retornando a la competición el 11 de noviembre del 2009.

## Palmarés
- USL PDL Northeast: 2

2002, 2003

## Estadios
- Collins-Perley Sports Complex, St. Albans, Vermont (2003–)
- Essex High School Stadium, Essex Junction, Vermont 2 juegos (2005)
- Lyndon State College Stadium, Lyndon, Vermont 1 juego (2011)

## Jugadores

### Jugadores destacados
| - Terry Boss - Tomislav Čolić - Matheau Hall - Goran Hunjak - Russell Hutchison - Darko Kolić - Olivier Occean | - Arsène Oka - Andrew Olivieri - David Purser - Sullivan Silva - Kevin Wylie - Sam Harding |